# Omar Ali Saifuddin III.

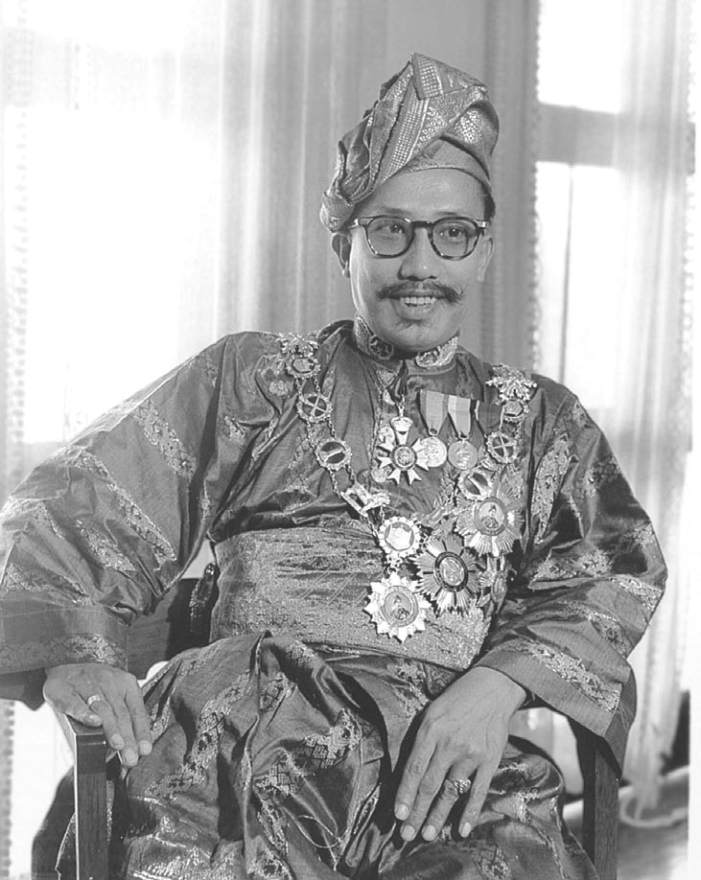
Der Sultan um 1950

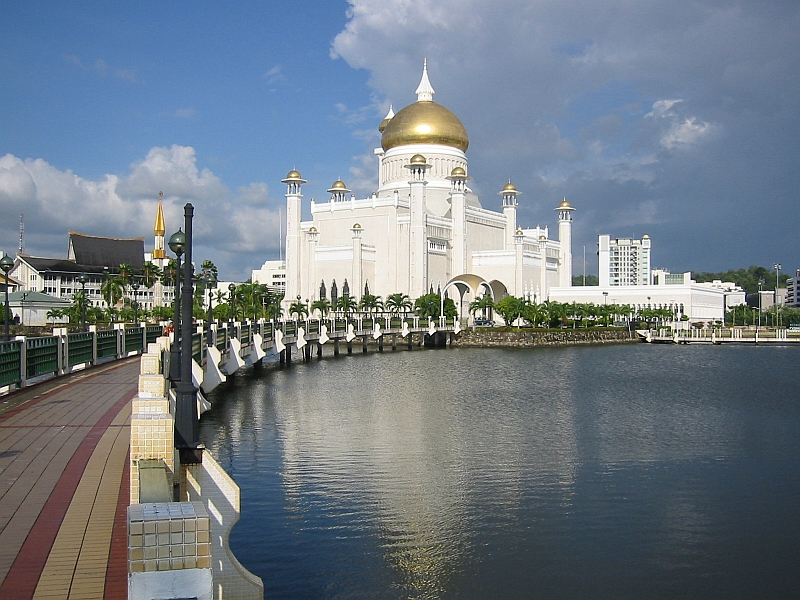
Die nach Omar Ali Saifuddin III. benannte Moschee in Bandar Seri Begawan

Omar Ali Saifuddin III. (* 23. September 1916; † 7. September 1986 in Bandar Seri Begawan) war von 1950 bis 1967 Sultan von Brunei.
Bevor Sir Ali Saifuddin III. die Nachfolge seines älteren verstorbenen Bruders Sir Ahmad Tajuddin als Sultan 1950 antrat, war er zunächst als Regierungsbeamter in verschiedenen Funktionen tätig. Ab 1947 war er Mitglied des Staatsrates.
Während seiner Zeit als Sultan bereiste er mehrfach Europa, das letzte Mal 1965. Im Jahre 1967 übergab er die Herrschaft an seinen Sohn Hassanal Bolkiah.